# 1698 en France
Chronologie de la France
- 1694
- 1695
- 1696
- 1697
- 1698
- 1699
- 1700
- 1701
- 1702

Cette page concerne l’année 1698 du calendrier grégorien.

## Événements
- 4 janvier : les troupes françaises de Vendôme évacuent Barcelone[1].

- 4 juin : madame Guyon est incarcérée à la Bastille[2].
- 28 juin : Bossuet présente au roi sa relation sur le quiétisme, qui accuse Fénelon[2].

- 9 juillet : traité d’amitié de Stockholm entre la France et la Suède[3].

- Juillet : à Cherbourg, une foule empêche le départ d’un bateau chargé de blé[4].

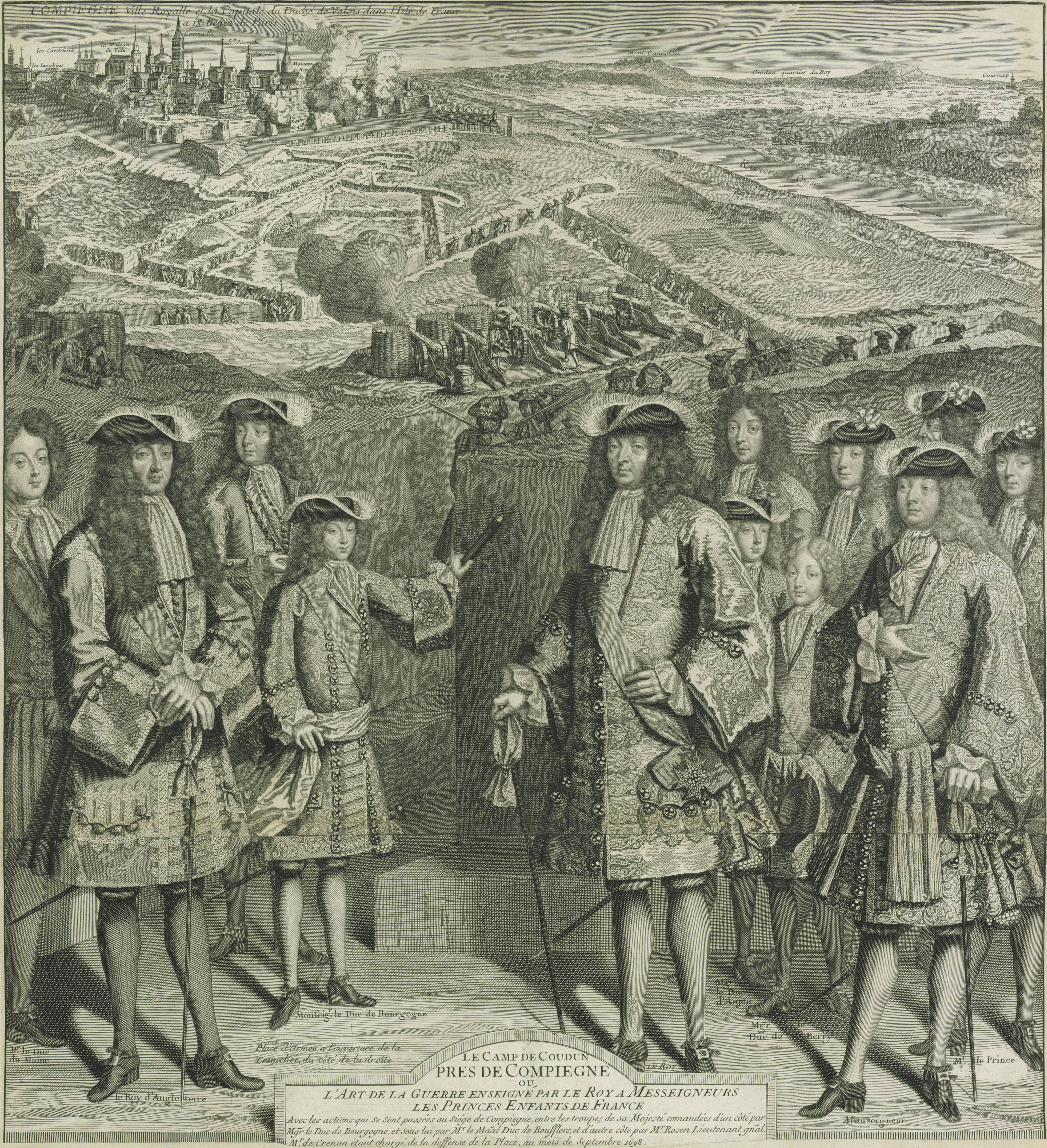
Louis XIV et les enfants de France au camp de Coudun.

- 29 août - 22 septembre  : camp de Coudun, près de Compiègne, où l’armée française se déploie devant la Cour, pour montrer que le pays n’est pas épuisé par la guerre[5].

- 20 août : règlement pour le commerce et la navigation des colonies françaises de l’Amérique[6].
- 12 septembre : établissement de la compagnie de Saint-Domingue[7].

- 11 octobre : traité de La Haye pour le partage de la succession d’Espagne entre la France, l’Angleterre et les Provinces-Unies[8].

- 4 novembre : le pasteur prédicant protestant Claude Brousson, condamné au supplice de la roue, est exécuté à Montpellier après avoir subi la question[9].
- 14 novembre : testament de Charles II d’Espagne en faveur du jeune prince-électeur de Bavière, son neveu Ferdinand-Joseph[10]. Le prince-électeur de Bavière aurait l’Espagne, les Indes, la Sardaigne et les Pays-Bas. Le dauphin de France Louis recevrait Naples, la Sicile et le Guipuscoa (pays basque). L’archiduc Charles, fils cadet de l’empereur Léopold Ier, gagnerait le Milanais (11 octobre).
- 28 novembre : mort de Frontenac. Louis-Hector de Callière Bonnevue devient gouverneur de la Nouvelle-France par intérim ; son poste est confirmé par le roi de France le 20 avril 1699[11].

- 13 décembre : déclaration royale rendant l’école obligatoire pour tous les enfants, sous contrôle catholique[12]. L'enseignement est assuré par les Frères des écoles chrétiennes.
- 30 décembre : quatre cents habitants de Savonnières et des environs pillent les bateaux de transport de grains sur le Cher[4].